# Mario Benedetti
Mario Orlando Hardy Hamlet Brenno Benedetti Farrugia (født 14. september 1920 i Paso de los Toros, Uruguay, død 17. maj 2009 i Montevideo, Uruguay) var en uruguaysk forfatter og digter. 

## Udvalgte værker

### Digte
- La víspera indeleble, 1945.
- Sólo mientras tanto, 1950.
- Te quiero, 1956.
- Poemas de la oficina, 1956.
- Poemas del hoyporhoy, 1961.
- Inventario uno, 1963.
- Noción de patria, 1963.
- Próximo prójimo, 1965.
- Contra los puentes levadizos, 1966.
- A ras de sueño, 1967.
- Quemar las naves, 1969.
- Letras de emergencia, 1973.
- La casa y el ladrillo, 1977.
- Cotidianas, 1979.
- Viento del exilio, 1981.
- Preguntas al azar, 1986.
- Yesterday y mañana, 1987.
- Canciones del más acá, 1988.
- Las soledades de Babel, 1991.
- Inventario dos, 1994.
- El amor, las mujeres y la vida, 1995.
- El olvido está lleno de memoria, 1995.
- La vida ese paréntesis, 1998.
- Rincón de Haikus, 1999.
- El mundo que respiro, 2001.
- Insomnios y duermevelas, 2002.
- Inventario tres, 2003.
- Existir todavía, 2003.
- Defensa propia. 2004.
- Memoria y esperanza, 2004.
- Adioses y bienvenidas, 2005.
- Canciones del que no canta, 2006.

### Romaner
- Quién de nosotros, 1953.
- La tregua, 1960.
- Gracias por el fuego, 1965.
- El cumpleaños de Juan Ángel, 1971.
- Primavera con una esquina rota, 1982.
- La borra del café, 1993.
- Andamios, 1996.
- El porvenir de mi pasado, 2003.